# Джагадананда Пандит
Джагадана́нда Панди́т (IAST: Jagadānanda Paṇḍita) — кришнаитский святой, живший в Бенгалии и Ориссе в конце XV — первой половине XVI века. Джагадананда был близким сподвижником Чайтаньи. Он находился в умонастроении гопи (девушек-пастушек коров, возлюбленных Кришны) и потому отличался непредсказуемым темпераментом. Однажды, в период пребывания Чайтаньи в Пури, Джагадананда подарил ему мягкое одеяло и ароматическое масло. Чайтанья отверг эти дары и отчитал своего последователя, отметив, что санньясину не подобает жить в материальном комфорте. Впоследствии Джагадананда оставил Пури и обосновался в Навадвипе, где заботился о престарелой матери Чайтаньи — Шачидеви.